# Andrzej Markowiak
Andrzej Markowiak (ur. 27 marca 1951 w Namysłowie) – polski polityk, poseł na Sejm IV i V kadencji, w latach 2007–2008 podsekretarz stanu w Ministerstwie Środowiska.

## Życiorys
Z wykształcenia inżynier mechanik, ukończył studia na Wydziale Mechanicznym Wyższej Szkoły Inżynierskiej w Opolu.
W latach 1994–2001 sprawował urząd prezydenta Raciborza. Z listy Platformy Obywatelskiej uzyskiwał mandat poselski w okręgu rybnickim w 2001 i 2005. W V kadencji był m.in. wiceprzewodniczącym Komisji Ochrony Środowiska, Zasobów Naturalnych i Leśnictwa. W wyborach parlamentarnych w 2007 nie ubiegał się o reelekcję.
11 grudnia 2007 został powołany na stanowisko podsekretarza stanu w Ministerstwie Środowiska. 17 stycznia 2008 podał się do dymisji po ukazaniu się lokalnej publikacji, według której w 1983 miał rzekomo zostać zarejestrowany przez SB jako tajny współpracownik. Andrzej Markowiak zaprzeczył tym twierdzeniom i zapowiedział wszczęcie procedury tzw. autolustracji. W 2011 Sąd Okręgowy w Gliwicach uznał jego oświadczenie lustracyjne za zgodne z prawdą.